# Siège du Hongan-ji d'Ishiyama
Le siège du Hongan-ji d'Ishiyama (石山合戦, Ishiyama gassen), qui se déroule de 1570 à 1580 au cours de la période Sengoku du Japon, est une campagne de onze ans menée par le chef de guerre Oda Nobunaga contre un réseau de fortifications, de temples et de communautés appartenant aux Ikkō-ikki, puissante faction de fanatiques religieux. Elle vise à abattre la base principale des Ikki, le temple-forteresse d'Ishiyama Hongan-ji situé dans ce qui est de nos jours la ville d'Osaka. Tandis que Nobunaga et ses alliés mènent des attaques contre les communautés et les fortifications ikki dans les provinces voisines, ce qui affaiblit la structure de soutien du Hongan-ji, des éléments de son armée restent campés à l'extérieur du Hongan-ji, bloquant l'approvisionnement de la forteresse et servant d'éclaireurs.

## Moines guerriers
Les Ikkō-ikki, foules de moines guerriers et de paysans, sont parmi les derniers à se tenir sur le chemin de la conquête de tout le Japon par Oda Nobunaga. Ce dernier a combattu les ikki auparavant, écrasant leurs armées de la province de Mikawa et d'autres domaines et, en 1570, leurs forteresses jumelles d'Ishiyama Hongan-ji et de Nagashima sont leurs derniers bastions de résistance. Oda attaque Ishiyama en août 1570 et Nagashima en 1571.

## Siège

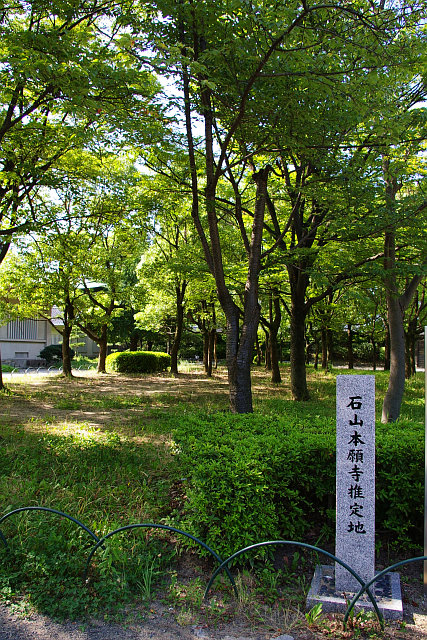
Marqueur sur l'emplacement du Ishiyama Hongan-ji.

En août 1570, Oda Nobunaga quitte son château de Gifu avec 30 000 hommes et ordonne la construction de forteresses autour d'Ishiyama. Le 12 septembre, les Ikkō-ikki lancent une attaque furtive à minuit avec 3 000 arquebusiers, détruisant plusieurs de ces forts et repoussant l'armée d'Oda. Alors qu'Oda lui-même se concentre sur les sièges de la forteresse de Nagashima et d'autres campagnes, ses armées restent campées avec pour mission de surveiller la forteresse des ikki et de la prendre s'ils le peuvent.
Après avoir réduit la menace des partisans des ikki, Oda tente d'affamer la forteresse. Ce n'est pas une tâche facile, cependant, parce que la forteresse d'Ishiyama est située sur la côte, laquelle est gardée par la flotte du clan Mōri, maître des combats navals et ennemi d'Oda. Dès 1575, cependant, la forteresse a déjà un besoin urgent de ravitaillement et le moine Kōsa est prêt à commencer des ouvertures pacifiques avec Nobunaga pour mettre fin au siège. Mais le shogun déchu Ashikaga Yoshiaki envoie une lettre à Mōri Terumoto pour lui demander son aide en ravitaillant le temple-forteresse.
En avril 1576, l'armée d'Oda attaque avec 3 000 hommes sous le commandement d'Akechi Mitsuhide et Araki Murashige. Cinquante-et-un postes sont déjà construits autour de la forteresse centrale, nombre d'entre eux équipés d'escadrons d'arquebusiers. Les assaillants sont rapidement repoussés par 15 000 défenseurs. Oda Nobunaga est contraint de revoir sa tactique et commence à attaquer les avant-postes et les partisans des ikki. Il envoie Toyotomi Hideyoshi à la tête de l'assaut sur la forteresse du moine à Negoro-ji.
Nobunaga confie à Kuki Yoshitaka le soin de mettre en place un blocus et de perturber les lignes de ravitaillement de la forteresse. En août 1576, au cours de la première bataille de Kizugawaguchi, le blocus échoue. Mais Kuki Yoshitaka revient deux ans plus tard avec de nouveaux énormes cuirassés et, lors de la seconde bataille de Kizugawaguchi, parvient à rompre pour de bon les lignes d'alimentation de Mōri.
Dès lors, le siège commence à pencher en faveur d'Oda Nobunaga. La majorité des alliés des ikki sont déjà à l'intérieur de la forteresse avec eux, et ils n'ont donc plus personne pour venir à leur secours. Uesugi Kenshin, l'un des plus farouches ennemis de Nobunaga et, par conséquent parmi les alliés les plus forts des ikki, meurt en 1578, et le clan Mōri perd son château de Miki en 1580. Entre 1578 et 1580, les ikki sortent de la forteresse à plusieurs reprises sous la direction de Shimozuma Nakayuki pour affronter les armées d'Oda. Mais en avril 1580, les défenseurs n'ont presque plus de munitions et de nourriture. Le moine Kōsa tient une conférence avec ses collègues et, peu après, reçoit un message de l'empereur lui-même demandant que les ikki se rendent. Il n'est pas un secret que cette lettre a été envoyée à l'initiative d'Oda Nobunaga, mais cela ne change pas la puissance d'une demande impériale ; Kōsa se rend quelques semaines plus tard, et les combats prennent fin quelques mois après, en août 1580.

## Suites
Nobunaga épargne la vie de beaucoup de défenseurs, dont Shimozuma Nakayuki, mais fait incendier la forteresse. Trois ans plus tard, Toyotomi Hideyoshi commence la construction du château d'Osaka sur le même site.

## Source de la traduction
- (en) Cet article est partiellement ou en totalité issu de l’article de Wikipédia en anglais intitulé « Ishiyama Hongan-ji War » (voir la liste des auteurs).